# Région de Nicholson
Nicholson Regio
Pour les articles homonymes, voir Nicholson.
La région de Nicholson (désignation internationale : Nicholson Regio) est une région de 3 900 km de diamètre située sur Ganymède. Elle a été nommée en référence à Seth Barnes Nicholson, astronome américain.